# Burg Pravda
Die gotischen Burg Pravda (deutsch Prawda) ist die Ruine einer Höhenburg zwischen den Ortschaften Pnětluky und Domoušice auf dem Kataster von Konětopy im Džbán-Bergland in Tschechien. Sie ist als Kulturdenkmal geschützt.

## Geographie
Die Reste der Burg liegen im Südwesten des Plänerplateaus Pravda (484 m) auf einem bewaldeten Plänerkalksporn zwischen den Tälern der Bäche Pnětlucký potok und Hasina.
Umliegende Ortschaften sind Konětopy und Solopysky im Nordosten, Domoušice im Südosten, Chánov und Nečemice im Westen sowie Pnětluky und Brůdek im Nordwesten. Südlich verläuft die Bahnstrecke Rakovník–Louny.

## Geschichte

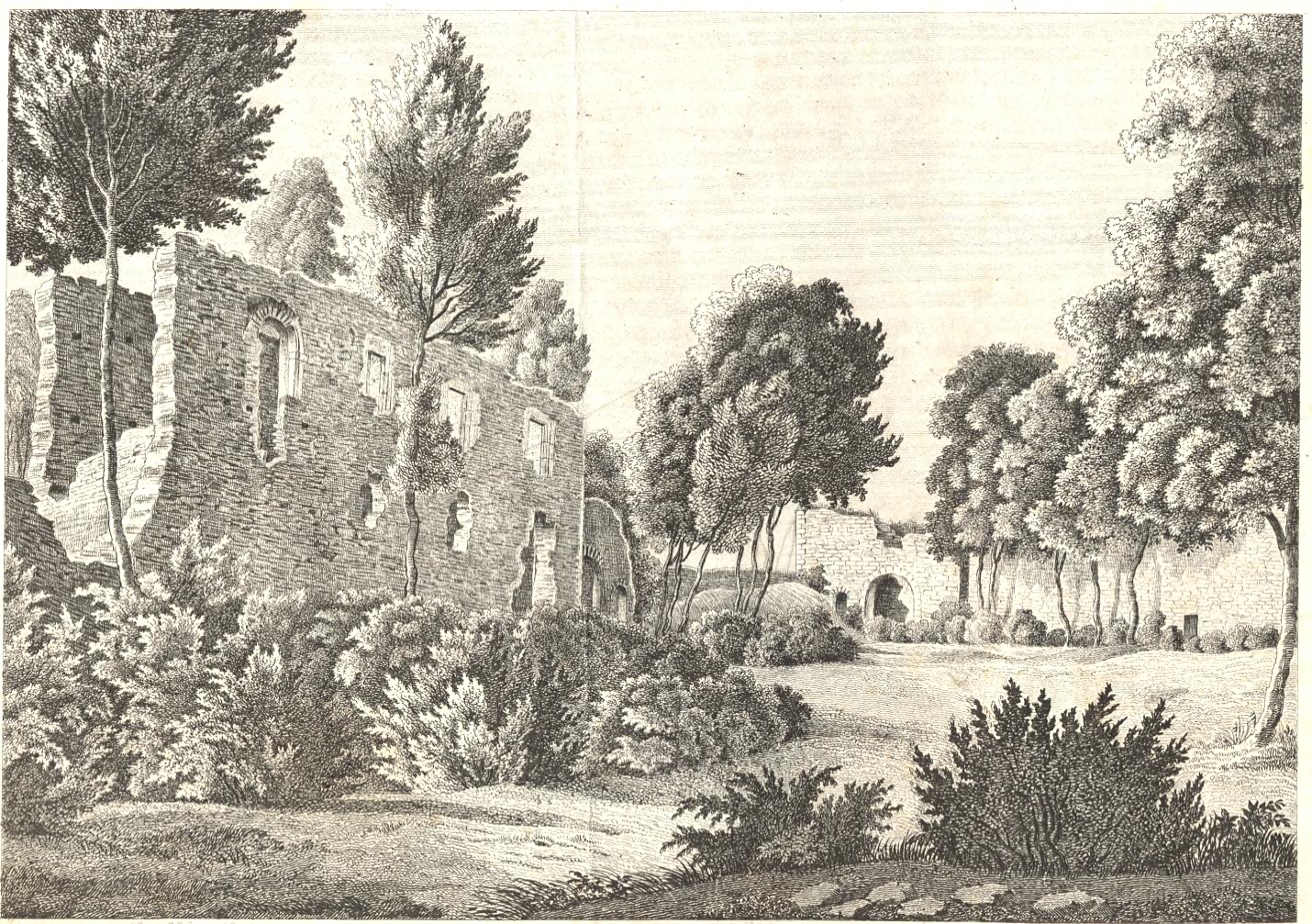
Zeichnung des Innenhofes v. Franz Alexander Heber (1847)

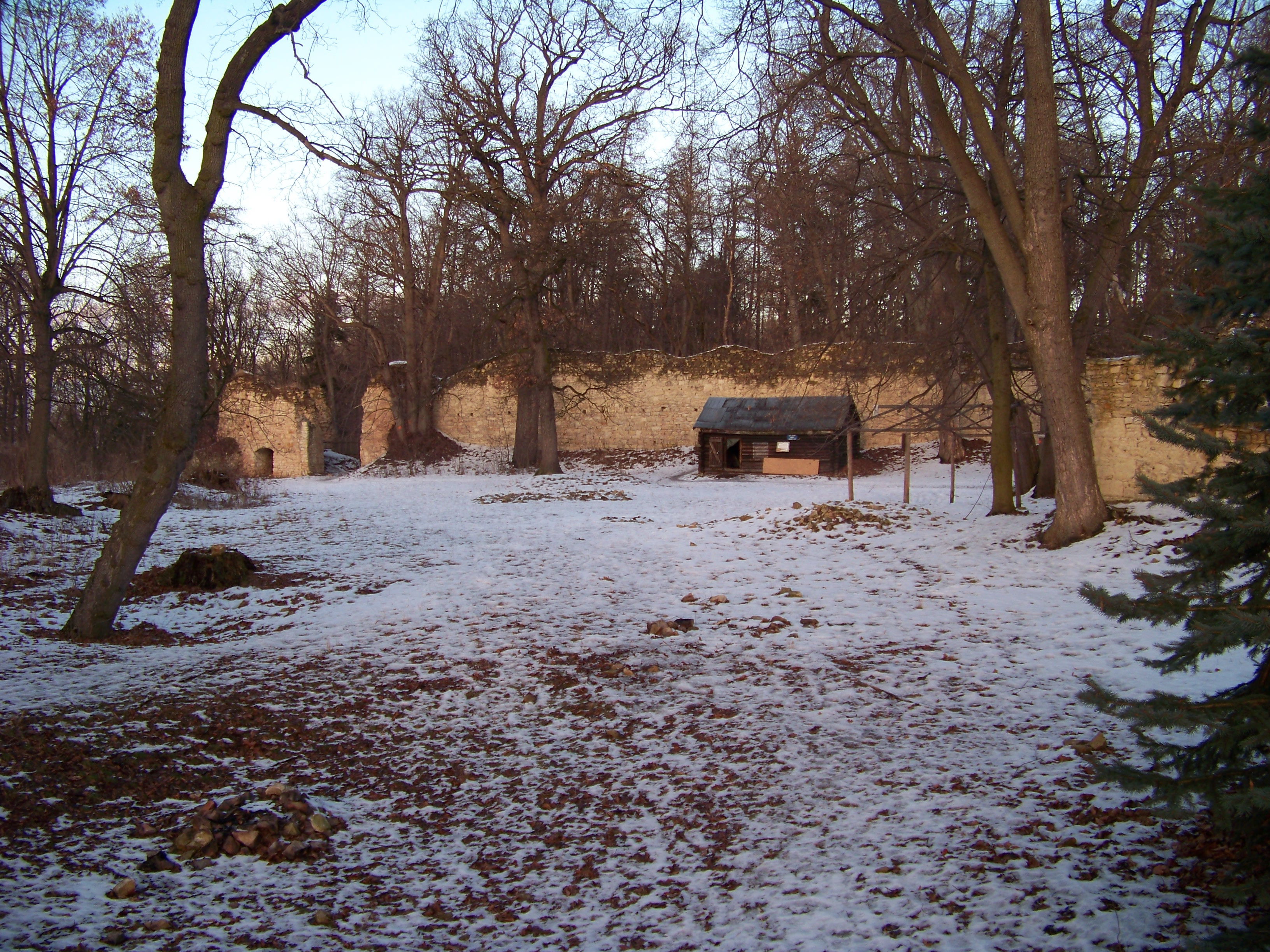
Innenhof, Blick von Süden nach Norden

Die erste schriftliche Erwähnung der Burg wird in verschiedenen Literaturquellen mit 1380 angegeben, als Bušek von Žirotín eine Fehde mit Tat von Pěnic geführt haben soll; jedoch gibt es dafür keine urkundlichen Belege. Einige Forscher, darunter Franz Alexander Heber, Bořivoj Lůžek und Tomáš Durdík gehen davon aus, dass die Burg Pravda im 14. Jahrhundert errichtet wurde. Dagegen vertreten August Sedláček, Dobroslava Menclová und Bohumír Roedl die Auffassung, dass sie erst im 15. Jahrhundert entstand. Darüber hinaus gibt es Spekulationen über einen von den Přemysliden errichteten Vorgängerbau; ebenso wird Sulislav von Netluk, der in der Mitte des 13. Jahrhunderts westlich der Pravda auf der Rovina an der Stelle einer vorzeitlichen Burgstätte die Burg Starý Netluk errichtete, als Gründer der Burg in Betracht gezogen.
Die ältesten Grabungsfunde datieren aus der ersten Hälfte des 14. Jahrhunderts. Es wird angenommen, dass sich auf dem Sporn in der vorhussitischen Zeit eine Burganlage oder Siedlung befand, deren Name nicht überliefert ist. Der ungewöhnliche Burgname (zu deutsch Wahrheit bzw. Recht), zu dessen Entstehung es keine Überlieferungen gibt, ist wohl hussitischen Ursprungs. Ebenso ist aus vorhussitischer Zeit auch kein Edelmann überliefert, der das Prädikat von Prawda gebrauchte. Eine archäologische Untersuchung der Ruine ist noch nicht erfolgt.
Es wird angenommen, dass die Burg durch den Besitzer der Feste Pnětluky, Beneš von Kolowrat, in den 1430er Jahren errichtet und in den 1460er Jahren vollendet wurde. Die Burg Pravda diente lediglich als Zufluchtsort für Kriegszeiten, war aber offenbar nie ein Herrensitz. Nachdem Beneš von Kolowrat seinen Sitz nach Mašťov verlegt hatte, übernahm sein Sohn Jan das Gut Pnětluky; auch er gebrauchte nie das Prädikat von Prawda.
Die erste urkundliche Erwähnung der Burg erfolgte 1523, als Jan von Kolowrat-Mašťovský die Herrschaft Prawda mit dem Markt Horní Ročov und den Dörfern Lipno, Líšťany, Konětopy, Pnětluky, Markvarec, Milostín, Solopysky und einer Mühle in Brloh für 6750 Schock Böhmische Groschen an Diepolt Popel von Lobkowicz auf Bilin verkaufte. 1527 erbte seine Witwe Agnes, geborene Míčanová von Klinštejn, die Herrschaft; sie übertrug sie später an Georg Popel von Lobkowicz. Die Herren Popel von Lobkowicz nutzten Pravda vor allem als Jagdburg, im Jahre 1533 war die Burg Sitz des Verwalters Jan von Mlékovice. Zum Sitz der Herrschaft machten sie die Feste Divice und überließen die Burg Pravda in der zweiten Hälfte des 16. Jahrhunderts dem Verfall. Die Güter Pnětluky und Lipenec wurden unter den Herren von Lobkowicz von Ročov und Pravda abgetrennt und zu einer Allodialherrschaft vereinigt. Im Jahre 1593 wurde die Burg Pravda als wüstes Schloss bezeichnet. Die Keller der verlassenen Burg wurden von Landstreichern und Räuberbanden als Unterschlupf genutzt.
1681 wurde die Herrschaft Divice an die Herrschaft Cítoliby angeschlossen. Im Jahre 1802 erwarben die Fürsten Schwarzenberg die Güter.
Zu Zeiten der Nationalen Wiedergeburt der Tschechen wurde die Burgruine wegen ihres symbolträchtigen Namens zum Ziel nationalgesinnter Wallfahrten. Am 12. Juli 1868 versammelten sich auf der Pravda etwa 10.000 Tschechen zu einem patriotischen Fest.
Seit dem 20. Jahrhundert wurde die Ruine zunehmend zum Ziel von Ausflüglern. Ebenso wurde sie von Tramps aufgesucht, die im Innenhof biwakierten. Sie wird auch für Festivals und andere Veranstaltungen genutzt.
Wegen des sich verschlechternden Zustandes der Ruine bildete sich ein Verein der Burg Pravda, der sich um die Stabilisierung der Mauern bemüht.

## Bauliche Anlage

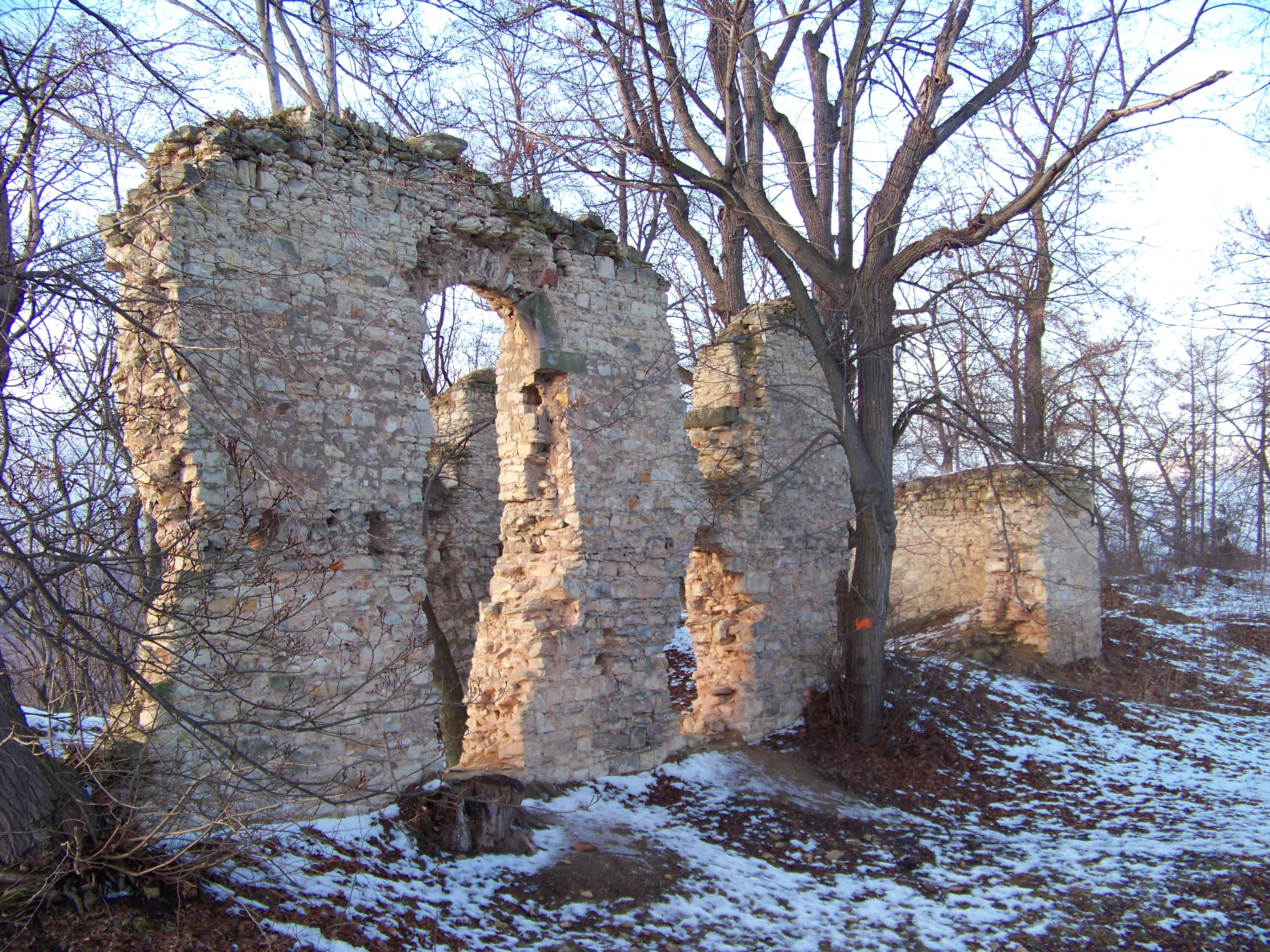
Südwestlicher Teil der Ruine

Die einzigartige Gestaltung der Burg erfolgte auf der Grundlage der Weiterentwicklung der Artillerie. Sie gilt als ein Meisterwerk der Befestigungskunst in der Mitte des 15. Jahrhunderts. Das Kernstück der Verteidigungsanlage bildete ein mächtiger Erdwall im nördlichen Teil der Vorburg, an dessen Ecken sich zur aktiven Verteidigung zwei viertelrunde Artilleriestellungen befanden.
Die von einem Zwinger umgebene Anlage war durch ein Tor in der durch Kanonen zu verteidigenden nördlichen Ringmauer zugänglich. Diese Toranlage war der einzige turmartige Bau auf der Burg; ein Bergfried bestand nicht. Der von Osten durch ein Doppeltor zu erreichende dreieckige Burgkern wurde von einem tiefen Innengraben und einem sich daran anschließenden aufgeschichteten inneren Erdwall umgeben, den äußeren Abschluss bildete die Burgmauer. Nordöstlich der Burg befand sich ein befestigter Vorwerkshof, der wahrscheinlich zusammen mit der Burg erloschen ist.
Erhalten sind an der westlichen Ringmauer die Ruine des niedrigen, aus drei Räumen bestehenden Palas, an der südöstlichen Ringmauer die Reste eines unterkellerten Gebäudes mit Portal und Fenstern, der äußere Burgwall mit Resten der Artilleriestellungen, Reste der Befestigungswälle des Burghofes, Fragmente des Torturmes sowie unterirdische Gänge östlich der Burg.